# Роберт-Георг фон Малаперт-Нефвіль
Барон Роберт-Георг фон Малаперт, знаний фон Нефвіль (нім. Robert-Georg Freiherr von Malapert, genannt von Neufville; 7 серпня 1912, Дармштадт — 21 травня 1942, Москва) — німецький льотчик-ас штурмової авіації, гауптман люфтваффе (1942). Кавалер Лицарського хреста Залізного хреста з дубовим листям.

## Біографія
Представник давнього дворянського роду французького походження. Вивчав машинобудування у Вищому технічному училищі в Дармштадті. У 1934 вступив фанен-юнкером в піхоту. Восени 1936 року переведений до люфтваффе. Закінчив авіаційне училище в Зальцеделі (1937). 1 квітня 1937 отримав звання лейтенанта і зарахований в 3-ю групу 165-ї ескадри пікіруючих бомбардувальників.
З 1 травня 1939 року — командир 8-ї ескадрильї 3-ї групи 51-ї ескадри пікіруючих бомбардувальників, у складі якої брав участь у Польській і Французькій кампаніях, а також в битві за Британію, під час якої потопив кілька кораблів загальною водотоннажністю близько 20 000 брт. З липня 1940 року — командир 5-ї ескадрильї 1-ї ескадри пікіруючих бомбардувальників. Учасник німецько-радянської війни. З 13.1.1942 командир 2-ї групи 1-ї ескадри пікіруючих бомбардувальників. У квітні 1942 року здійснив свій 500-й бойовий виліт. 21 травня 1942 року його літак був підбитий і здійснив посадку на ворожій території. Смертельно поранений пострілом радянського снайпера при спробі перейти лінію фронту. Всього за час бойових дій здійснив 510 бойових вильотів.

## Нагороди
- Нагрудний знак пілота
- Медаль «За вислугу років у Вермахті» 4-го класу (4 роки)
- Медаль «У пам'ять 13 березня 1938 року»
- Медаль «У пам'ять 1 жовтня 1938 року»
- Залізний хрест
  - 2-го класу (27 вересня 1939)
  - 1-го класу (28 травня 1940)
- Фото рейхсмаршала в срібній рамці (15 вересня 1941)
- Німецький хрест в золоті (№ 1; 15 жовтня 1941)
- Срібна медаль «За військову доблесть» (Італія)
- Авіаційна планка бомбардувальника в золоті
- Лицарський хрест Залізного хреста з дубовим листям
  - лицарський хрест (6 січня 1942) — за 315 бойових вильотів.
  - дубове листя (№ 99; 8 червня 1942, посмертно)
- Медаль «За зимову кампанію на Сході 1941/42» (посмертно)